# RS-458
Pour les articles homonymes, voir Route 458.
La RS 458 est une route locale du Nord-Est de l'État du Rio Grande do Sul, qui relie la municipalité de Gentil à la RS-324, sur le territoire de la commune de Casca. Elle dessert Gentil, Santo Antônio do Palma et Casca, et est longue de 13 km. Son état est inégal.